# معركة تطوان
معركة تطوان حدثت في عام 1860 ، بالقرب من تطوان في المغرب ، بين جيش إسباني أرسل إلى شمال إفريقيا والجيش المغربي. كانت المعركة جزءً من الحرب الإسبانية المغربية (1859-1860).

## الخلفية والمعركة
تألفت قوة الاستكشاف الإسبانية ، التي غادرت الجزيرة الخضراء ، من 36000 رجل و 65 قطعة مدفعية و 41 سفينة ، بما في ذلك البواخر والمراكب الشراعية والسفن الصغيرة. تولى الجنرال ليوبولدو أودونيل بنفسه مسؤولية الحملة وقسم هذه القوات إلى ثلاثة فيالق. قاد هؤلاء الجنرال ماركيز دي توريبلانكا الخامس والجنرال أنطونيو روس دي أولانو والجنرال رامون دي إيشاجوي. تم وضع الاحتياطيات تحت قيادة الجنرال كوندي دي ريوس الأول. قاد الأدميرال سيغوندو دياز هيريرو الأسطول.
كان هدف القوات الإسبانية هو الاستيلاء على تطوان ، التي كانت بمثابة قاعدة لغارات على سبتة ومليلية.
بدأت الأعمال العدائية بين القوات المغربية والإسبانية في 17 ديسمبر 1859 عندما احتل طابور بقيادة ماركيز دي توريبلانكا سييرا دي بولونيس. في 19 ديسمبر ، استولى إيكاج على بالاسيو ديل سيرالو. قاد كوندي دي لوسينا قوة هبطت في سبتة في 21 ديسمبر. بحلول يوم عيد الميلاد ، كانت الأعمدة الثلاثة قد عززت مواقعها وتنتظر الأوامر للتقدم نحو تطوان.
في 1 يناير 1860 ، تقدم كوندي دي ريوس نحو ميناء جواد الجيلو. حرس عمود ماركيز دي توريبلانكا والبحرية الملكية الإسبانية جناحه. استمرت الاشتباكات حتى 31 يناير 1860 ، عندما توقف هجوم مغربي كبير. بدأ كوندي دي لوسينا مسيرة نحو هدف تطوان ، وكان مدعومًا بقوات مؤلفة من متطوعين كتالونيين. تم تغطية النيران من قبل الوحدات التي يقودها الجنرال كوندي دي ريوس والجنرال روس دي أولانو. أوقعت المدفعية الإسبانية خسائر فادحة في صفوف المغاربة. ولجأت القوات المغربية التي بقيت إلى تطوان. سقطت المدينة في 6 فبراير 1860. تبع ذلك أسبوع من القتال الإضافي قبل أن تتوقف الأعمال العدائية.

## حصيلة
منع الاستيلاء على تطوان المزيد من الهجمات على سبتة ومليلية من قبل القوات المغربية. عاد كوندي دي لوسينا مع قواته إلى إسبانيا ؛ لقد عسكروا في بقعة شمال مدريد بينما تم ترتيب دخول منتصر إلى العاصمة. أصبح المعسكر ، الذي حصل على هياكل دائمة بالإضافة إلى متاجر بمرور الوقت ، حي مدريد المعروف باسم تطوان دي لاس فيكتوريا. في أعقاب المعركة ، تم ترقية الجنرال ليوبولدو أودونيل ، كوندي دي لوسينا الأول ، في النبلاء الإسباني ليصبح أول دوكي دي تيتوان. شغل لاحقًا منصب رئيس مجلس الوزراء (المعروف أيضًا باسم رئيس الوزراء).